# Krzyż Kulmski

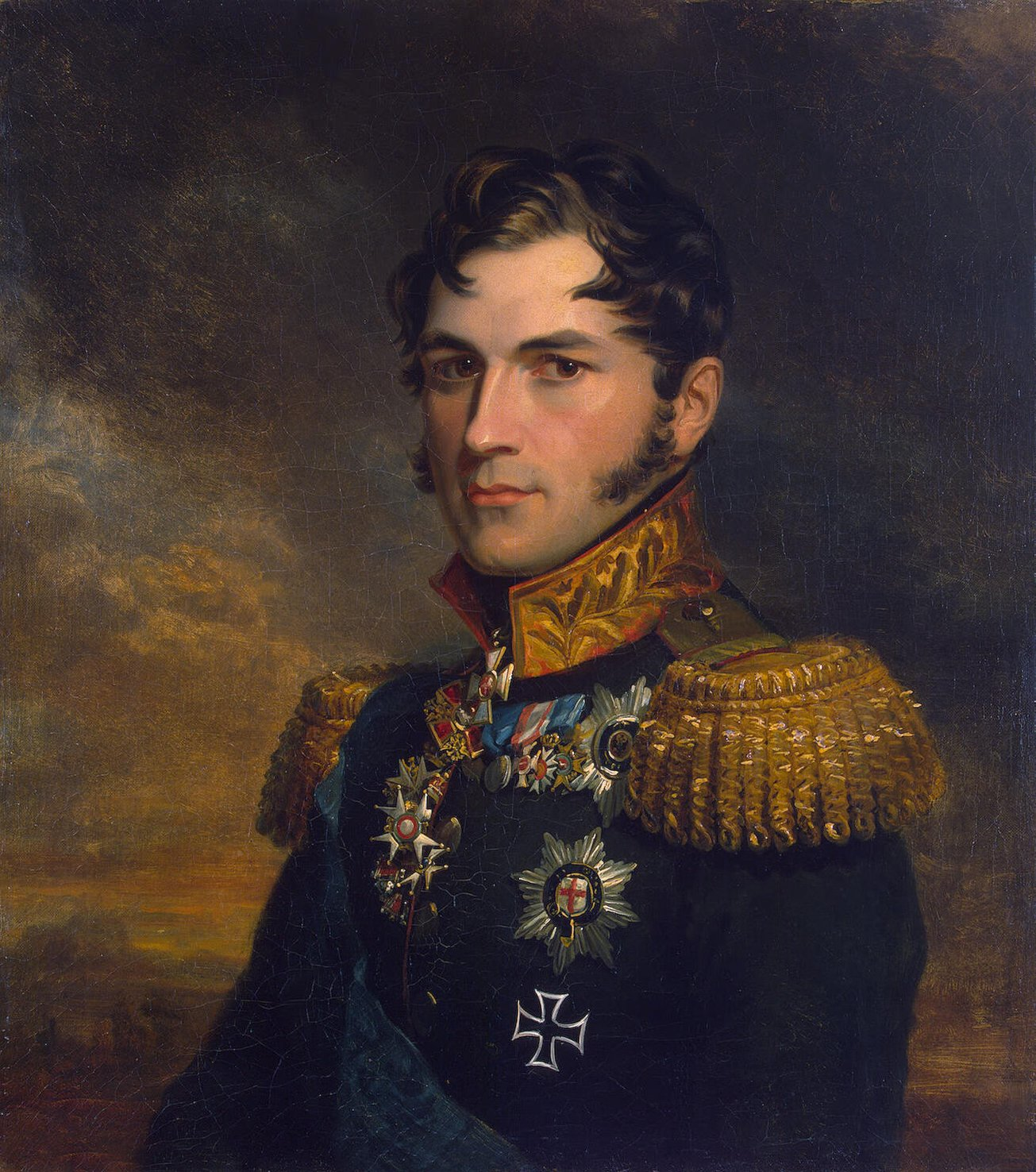
Pułkownik armii rosyjskiej, późniejszy król Belgów Leopold I z Krzyżem Kulmskim (około 1815)

Krzyż Kulmski (niem. Kulmer Kreuz, ros. Кульмcкий крeст) – odznaczenie wojenne Królestwa Prus, jednorazowo nadane wyłącznie wojskowym służącym w armii Imperium Rosyjskiego.

## Historia
29 i 30 sierpnia 1813 odbyła się bitwa pod Kulm, w której sprzymierzone wojska rosyjskie, austriackie i pruskie rozbiły francuski korpus pod dowództwem generała Dominique’a Vandamme’a. Bitwie przyglądał się król pruski Fryderyk Wilhelm III i postanowiwszy nagrodzić żołnierzy rosyjskich za szczególne męstwo, nadał całemu korpusowi lejbgwardii konnej odznaczenie nazwane od miejsca starcia Kulmer Kreuz. Istniał wprawdzie już od początku roku 1813 Krzyż Żelazny, ale statuty jego nie przewidywały masowych nadań, a chodziło tu o 12 tysięcy osób, stworzono zatem łudząco podobne do Krzyża Żelaznego nowe odznaczenie, które otrzymali wszyscy rosyjscy kawalerzyści biorący udział w bitwie, niezależnie od wykazanego męstwa i rangi wojskowej, między innymi 23-letni pułkownik gwardii, książę Leopold von Sachsen-Coburg-Saalfeld, późniejszy król Belgów Leopold I.
Królewska komisja orderowa skierowała zamówienie na wykonanie odznaczenia do manufaktur w Berlinie: pierwotne zamierzano ustanowić krzyż noszony na piersi na tej samej wstędze co Eisernes Kreuz – czarnej z białymi bordiurami – w końcu zdecydowano się jednak na tradycyjny pruski krzyż noszony na agrafie bez wstęgi, tak jak Krzyż Żelazny I klasy i do dziś dnia wiele innych odznaczeń niemieckich. Krzyże dotarły do Petersburga w 1815 (11 120 krzyży żołnierskich i 443 oficerskich), wręczono je weteranom bitwy po Kulm na paradzie w maju 1816. W Rosji Krzyż Kulmski nazwano „Odznaką Honorową Pruskiego Żelaznego Krzyża” („Энaк oтличия пруccкoгo Жeлeзнoгo кpecтa”), ale otrzymał status niższy od wszystkich rosyjskich odznaczeń wojskowych.

## Insygnium
Oznaka Krzyża Kulmskiego jest identyczna jak zaprojektowany przez Karla Friedricha Schinkla Krzyż Żelazny, ale nie posiada ani na awersie, ani rewersie żadnych napisów czy dat. Krzyże żołnierskie były wykonane z żelaza i pokryte czarną farbą, krzyże oficerskie, wykonane w srebrze, posiadają wąskie srebrne obramowanie i pokryte są czarną emalią. 